# UNDERWORLD (VAMPSのアルバム)
『UNDERWORLD』（アンダーワールド）は、日本のロックユニット、VAMPSの4作目のアルバム。2017年4月26日発売。発売元はユニバーサルミュージック内のレーベル、Virgin Music。

## 解説
前作『BLOODSUCKERS』以来約2年半ぶりとなる4作目のアルバム。
本作には、2016年に発表されたシングル「INSIDE OF ME feat. Chris Motionless of Motionless In White」に加え、2017年にアルバムに先行してリリースされたシングル「CALLING」の表題曲を含めた11曲が収められている。また、シングルのカップリングに収められていた「RISE OR DIE feat. Richard Z.Kruspe of Emigrate / Rammstein」も収録されている。
なお、本作のマスタリングは、プロデュースを担当したケイン・チャーコと、ケンドリック・ラマーやタイラー・ザ・クリエイターの作品を手掛けたマイク・ボッツィの2人が担当している。

### 背景
前作『BLOODSUCKERS』を発表した後、VAMPSは日本国内ツアーを経て、シックス:エイ:エムのサポートアクト公演を含むアメリカでのライヴや、中南米ツアーと香港での単独公演、台北とジャカルタで開催されたライヴイベントに参加していた。そして、2015年2月には自身初の主宰ロック・フェスティバル「VAMPARK FEST」を開催。このフェスには日本国内外から、計6組のアーティスト（SADS、［Alexandros］、シックス:エイ:エム、ジェラルド・ウェイ、ナッシング･モア、バックチェリー）が招聘された。また、同年11月からは計10組のアーティスト（MY FIRST STORY、MONORAL、ASH DA HERO、Derailers、KNOCK OUT MONKEY、Nothing's Carved In Stone、ROTTENGRAFFTY、ヒム、ナッシング･モア、アポカリプティカ）を招き、日本で対バンツアー「VAMPS LIVE 2015-2016 JOINT 666」を実施した。
その後VAMPSは、2016年からモトリー・クルーやブロンディを抱えるアメリカの大手マネジメント、10th Street Entertainmentと契約を結ぶことにする。この契約は日本国外での音源制作やライヴ活動を精力的に行うために結ばれたものであり、シングル「INSIDE OF ME feat. Chris Motionless of Motionless In White」「CALLING」、そして本作の制作は10th Street Entertainmentと連携して行われることになった。
こういった経緯があり、今回のアルバム制作にはアメリカのマネジメントからの紹介などにより、海外の音楽プロデューサーやエンジニアが招聘されている。HYDEは本作発売当時に受けたインタビューの中で、今回アメリカのプロデューサーとアルバム制作を行うことにした経緯について「これまでアメリカをいろいろ廻ったりしてきた中で、アルバムが出て、向こうのマネージメントが決まったりしても、"このままだと自分たちが思ってるところになかなか行けないな"と痛感する部分があってね。とにかく短期間でそこへ持っていくために、向こう（アメリカ）のアーティストと同じようなやり方で、プロデューサーも付けて、しっかりやりたいっていうところから始めました」「日本の音楽もすごく好きだし、良さも理解できます。やっぱりなんだかんだで昔からそういう音楽が日本の中心にあると思うんですよね。でも、アメリカではそういうブームは10年前に去ったし、それを今向こうでやることは遠回りだということに気が付いたんです。日本らしい情緒を取ることで自分の音楽性のすべてがなくなってしまうわけではないし、そこは割り切って。そもそも構造が違いますからね」と語っている。また、K.A.Zは同インタビューにおいて「向こうの第一線でやってるプロデューサーを付けてやってみたかった。いかにVAMPSの音楽にテイストとして落としてもらえるか、試してみたいっていうのがあって」と述べている。

### 録音作業と音楽性
『UNDERWORLD』の録音作業は、アメリカ・ラスベガスを中心に行われている。ラスベガスでレコーディングで制作された楽曲に、2015年に発表した「SIN IN JUSTICE」を加えアルバムが完成している。なお、今回はアメリカの大手マネジメント、10th Street Entertainmentと連携した制作活動が行われており、ハワード・ベンソン、ケイン・チャーコといった音楽プロデューサーが招聘されている。なお、ハワード・ベンソンはフーバスタンクやフライリーフの作品を手掛けていたことがあり、ケイン・チャーコはファイヴ・フィンガー・デス・パンチやパパ・ローチの作品を手掛けていたプロデューサーである。また、今回のアルバム制作には、グラミー・エンジニアのクリス・ロード・アルジも参加している。
HYDEは本作発売当時に受けたインタビューの中で、海外のプロデューサーを招いたアルバム制作を振り返り「これまでもアメリカのエンジニアとは一緒に仕事をしてきたけど、プロデューサーがガッツリ入ると、"ここはこういうギターを入れたい"とか"ここはもっと重ねたい"って、具体的なアイディアが向こうから出てくるんですよね。今までは"こういう音にしたいけど、どうやっていいか分からなかった"っていうようなことを、自然と作ることができた」と述べている。また、K.A.Zは「今までは、2人でお互いに曲を作ってきて、自分たちで試行錯誤しながら形にしてきたけど、今回、レコーディングにハワードだったり、ケインが入ることによって、どう変わるのかっていうことを、僕ら自身も楽しみにしてたんだ。実際やってみて、今までと変わらない部分ももちろんあったし、自分たちにとっては画期的なアイディアが出てきたりもして。特に、そのやりとりがすごく面白かったね。ある意味、そこでは第3のメンバーというぐらいの関わり方だった」と述懐している。
アメリカのプロデューサーをレコーディングに招いたこと、そしてVAMPSとして作りあげたい音楽に変化があったことが影響し、本作に収録された楽曲はコードをループさせて進行させるシンプルな構成で仕上げられることとなった。K.A.Zはアルバム制作を振り返り「最初に展開をいくつか考えていったら、"これじゃあ多すぎるから、ゴソッと削ろう"って言われたこともあったりして。強いフレーズを中心にしてシンプルにすることで、耳に残る形にした」「"ループマジック"って、あるじゃないですか。強いフレーズを何回も聴かせるとすごく耳に残るし、ノレるようになる。その辺を上手く使ってるなって、思ったね」と述べている。なお、HYDEは今回アルバムを制作するにあたり、あえてワンコーラスだけデモを作ってレコーディングに取り掛かる試みも行ったと述懐している。また、本作の音楽性は、これまでのVAMPSのアルバムにみられた様々なジャンルを内包した音楽性が影を潜め、デジタル色やラウドな部分に絞り込まれており、オルタナティヴ・メタルに寄った音源が集められた作品になっている。HYDEは本作の音楽性について「VAMPSの作品はこれまでかなりバラエティに富んでいて聴く曲によって全然違う表情だったんですけど、逆にそれだと散漫になるので、どこを切ってもVAMPSらしいと感じられるようなひとつの表情というのを意識しました」「デジタル色はK.A.Z君の得意な分野の1つだし、もともとVAMPSの中にあったものなんで、意識したことと言えば自分たちのハードな部分を出していこう、で、揃えよう…っていうぐらい」と述べている。そしてK.A.Zは「ケインとスタジオに入ってから、より音のヴィジョンが明確になっていった部分があるね。でも、そういう部分をメチャクチャ意識したっていうよりは、今まで聴いてきたり、昔から好きだったロックバンドにあったものに自然と寄ってきたというか。繊細さよりもワイルド感が増した感じなんだと思う」「"アクティヴロック"っていうなんとなくの枠」と語っている。
また、前3作のレコーディングには、ライヴのサポートメンバーであるJu-ken、Arimatsu、斉藤仁がそれぞれベーシスト、ドラマー、シンセサイザープログラマーとして招聘されていたが、今回の制作に3人は参加していない。そのため本作のベースは、共同プロデュースを担当したケイン・チャーコが基本的に弾いている。なお、今回のリズム周りは、K.A.Zが制作した原型をもとに、ケイン・チャーコとともに制作していったという。また、ハワード・ベンソンがプロデュースを担当した「INSIDE OF ME」と「RISE OR DIE」の制作には、ギタリストとしてフィル・X（フィル・X・アンド・ザ・ドリルズ、ボン・ジョヴィ）、ドラマーとしてジョー・リカルド（イン・フレイムス）が参加している。余談だが、本作を引っ提げて開催したライヴツアーには、前記のサポートメンバー3人が変わらず参加している。
なお、今回のギターの音作りに関し、K.A.Zは前作よりも重ね録りを減らしたと語っている。K.A.Zは本作のギター録りについて「何小節かを延々とループさせている上で、自分はそこに集中して何回も弾いて。例えば4テイク録ったら、そこから2テイク良いのを選んで。その後、今度は音を変えてもう4テイク録ったら、また2テイク選んで、それを左右に振り分けたりとか。バッキングはそういう作業の繰り返しで構築していった」「明らかに重ねてる音が少ないんだよ。曲次第ではあるんだけど、以前はどっちかというとギターを重ねることでテンション感を出したりして構築する曲が多かった。でも、今回は本当にストレートにポーンと芯のテーマとなるフレーズを弾いて。重ねる音が少なくなった分、チューニングもそんなにシビアにならなくていいなっていうところが大きかった。「BLEED FOR ME」とかだと、逆にチューニングを狂わしてやろうっていうぐらい、ラフな弾き方をしたところもあったりして」と述懐している。このように、1音1音緻密に積み重ねていった前作のギターレコーディングとは異なる志向で制作が行われている。ちなみに、今回K.A.Zはアメリカレコーディングを行うにあたり、自身のオリジナルモデルギター「Zodiacworks K.A.Z Signature 27 inch」だけを日本から持って行ったといい、制作で使ったシェクターの7弦ギターとPRSのバリトン・ギターは現地で借りたという。
また、今回のボーカル録りはギター録りと同様に、1行だけのフレーズをループさせて何度も録音したという。HYDEは今回の録り方について「ケインは特に録り方が独特でね。1行だけのフレーズをずっとループさせて、僕はそれを聴きながら、集中して何回も歌うんですよ。いいのが録れたら"OK、じゃあ次にいきましょう"ってなるんですけど、その時点でもうダブルのテイクも録れてる」と述べている。さらに、本作の5曲目に収録された「BLEED FOR ME」などでは、これまでに発表した音源以上に歪みのボーカルエフェクトをかけている。K.A.Zは本作のボーカルの印象について「やっぱり歌にも適度に歪み成分が入ってる方が、こういうサウンドとのマッチングがいいからね。特にヘヴィな曲だと、歌がクリーンすぎない方が楽器の音に馴染む感じがした」と述べている。また、HYDEは今回のボーカルレコーディングを振り返り「ずっと試行錯誤してて、毎年歌い方が違うとは思うんですけど。歪ませ方が今まで安定しなくて、あんまりやってなかったところを、今回どうやったら安定させられるかっていうのを考えながら歌ったら上手くいった気がします」「やっとちょっと職人っぽくなってきたというかね。K.A.Z君やL'Arc〜en〜Cielのメンバーを見てても、職人っぽいなぁ…って思ってたんですよ。自分は全然そこじゃなかったんですよね、ただのエンターテイナーというか。それが、やっと歌に集中できる、そういう歌が歌えるようになってきた気がする。だから今回は、自分が自分の歌や音を楽しむことができるんじゃないかなっていう気がしますね」と語っている。
なお、VAMPSはアルバム発売後に日本国内ツアー、MY FIRST STORYとのツーマンライヴ、そしてアイ・プリヴェイルのサポートアクト公演、ダンジグとデフヘヴンとの合同ライヴを含むアメリカでのライヴツアーを行っている。ただ、VAMPSは2017年12月1日に、突如として活動を一時休止することを発表する。休止の詳細な経緯は不明だが、2018年からHYDEはソロ名義での活動を約10年ぶりに再開、K.A.ZはOBLIVION DUSTとしての本格的な活動に移っている。こういった背景があり、本作は現時点において、VAMPSが発表した最後のスタジオ・アルバムに位置付けられている。

### 楽曲について
本作には、アルバムレコーディングの中で制作された「INSIDE OF ME feat. Chris Motionless of Motionless In White」「RISE OR DIE feat. Richard Z.Kruspe of Emigrate / Rammstein」「CALLING」の3曲を含む11曲が収められている。なお、本作の7曲目に収録された「INSIDE OF ME」ではアメリカのメタルコア・バンド、モーションレス・イン・ホワイトのボーカル、クリス・モーションレスがゲストボーカルで、本作の8曲目に収録された「RISE OR DIE」ではドイツのインダストリアル・メタルバンド、ラムシュタインのギタリスト、リヒャルト・Z・クルスペがコライトで参加している。ちなみに、本作においてこの2曲だけが、ハワード・ベンソンのプロデュース作品となっている。余談だが「RISE OR DIE」は、2018年から再開されたHYDEのソロ単独名義の活動において、コライト作品を増やしていくきっかけになった転機の楽曲となっている。HYDEは2019年に4thソロアルバム『ANTI』を発表した際に受けたインタビューにて、この曲のレコーディングを通じて自分と異なる制作手法に触れたことにより、今までの固定観念が無くなった旨を語っている。
上記の2曲以外にも、本作には2曲のフィーチャリング楽曲が収録されている。本作の3曲目に収録された「BREAK FREE」の制作には、日本のロックバンド、MAN WITH A MISSIONのベーシスト、Kamikaze Boyがベースで参加している。K.A.Zは本作発売当時に受けたインタビューの中で、Kamikaze Boyが参加することになった経緯について「たまたま彼ら（MAN WITH A MISSION）がLAにレコーディングで来てて、オフのときにラスヴェガスに来るって言うから、"じゃあ、何か弾いてもらおうよ"っていう話になって」と述べている。また、本作の9曲目に収録された「SIN IN JUSTICE」の制作には、フィンランドの弦楽重奏グループ、アポカリプティカが参加している。この曲は、勝つことを正義とする者の中に見え隠れする罪をリリックとしてのせた、ヘヴィかつ流麗なメロディが印象的なロックナンバーとなっており、2015年9月から中南米で開催したライヴツアー「VAMPS LIVE 2015 LATIN AMERICA TOUR」の合間に制作が行われていた。
また、本作の1曲目に収録された「UNDERWORLD」は曲名にアルバムタイトルが冠されており、作品の世界観へ導くようなヘヴィでデジタルなロックナンバーに仕上げられている。なお、この曲は2018年から再開されたHYDEのソロ名義主催のライヴにおいても、頻繁にセットリストに組みこまれている。ちなみにこの曲は、発表から約2年5ヶ月後の2019年9月26日に発売されたゲーム『CODE VEIN』のオープニングムービーに使われている。このゲームはポスト・アポカリプスとゴシックを組み合わせた世界観が舞台となっており、2019年7月6日には制作会社のバンダイナムコが開設する公式YouTubeチャンネルにおいて、ufotableがこの曲を使い制作したオープニング映像が公開されている（外部リンク）。また、10th Street EntertainmentのCEOを務めたアレン・コバックによって設立されたレコードレーベル、Better Noise Musicが開設した公式YouTubeチャンネルにおいて、この曲のリリック・ビデオが公開されている。
本作の6曲目に収録された「IN THIS HELL」は電子音のループとヘヴィなサウンドが印象的なナンバーとなっている。K.A.Zはこの曲の制作を振り返り「曲が始まってからずっと流れてる機械音というか、電子音みたいなところ。あれは、最初に作ったものから緊迫感のあるものに変えた途端、すごく良くなった」と述懐している。なお、この曲も「UNDERWORLD」と同様に、ゲーム『CODE VEIN』に提供されており、ゲーム内に設けられたジュークボックスで聴くことができる。
本作の10曲目に収録された「B.Y.O.B (BRING YOUR OWN BLOOD)」は、ダンサンブルかつヘヴィロックなパーティーチューンに仕上げられている。作曲を担当したK.A.Zはこの曲の制作を振り返り「実は最初にイメージしてたものからすごく変わっていって、自分が持ってないものをケインが出してくれたっていう気がする」と述懐している。また、HYDEはこの曲の仕上がりについて「肉感的になったね」と述べている。

### アルバムタイトル、アートワーク
アルバムタイトルには、HYDEが考える「VAMPSが表現してきた世界観」を示すワードとして『UNDERWORLD』と付けられている。HYDEは本作発売当時に受けたインタビューの中で、タイトルのイメージについて「もともとVAMPSが表現していた世界に名前を付けただけ」「VAMPSって"ありそうでない"ものをいつも表現しているんです」「今までも、ステージの背景を地下っぽく作ったりとか、街なんだけど下をスラムっぽくしたりとか。最初から常に、まったくどこにもない世界観を作ろうとは思ってなくて、日常の中で普段は気づかないけど、よく見たら"あれ？"っていうようなところに実は入口がある…っていうようなイメージ。でも、僕たちが表現しようとするその世界に名前がなかったんです。だからそこに付けたのが『UNDERWORLD』」と述べている。
なお、アルバムジャケットは、VAMPSがイメージする「アンダーワールドに繋がる扉」が描かれたデザインとなっている。ちなみにこのアートワークは、前作『BLOODSUCKERS』から引き続き、ロッキン・ジェリー・ビーンが描き下ろしている。

### リリース形態
フィジカルとデジタルで同時リリースされている。フィジカルは、初回限定盤A（SHM-CD＋BD）、初回限定盤B（SHM-CD＋DVD）、初回限定BOX盤（SHM-CD＋BD＋DVD＋GOODS）、通常盤（SHM-CD）の4形態でリリースされた。初回盤A及び初回限定BOX盤には2016年9月17日に行われたライヴツアー「VAMPS LIVE 2016」のZepp Tokyo公演の模様を収録したBlu-rayが付属されている。また、初回盤B及び初回限定BOX盤にはシングル表題曲2曲のミュージック・ビデオとリリック・ビデオ2作、メイキング映像、ツアードキュメンタリーなどを収録したDVDが付属されている。なお、初回限定BOX盤には前記のBlu-rayとDVDに加え、ジャケットデザインを担当したロッキン・ジェリー・ビーンが手掛けたオリジナルスカジャンが同梱されている。

## 収録曲
| #   | タイトル                                                       | 作詞                                                              | 作曲                                                              | 時間 |
| --- | -------------------------------------------------------------- | ----------------------------------------------------------------- | ----------------------------------------------------------------- | ---- |
| 1.  | 「UNDERWORLD」                                                 | Kane Churko, HYDE                                                 | HYDE                                                              | 3:22 |
| 2.  | 「CALLING」                                                    | Kane Churko, HYDE                                                 | K.A.Z                                                             | 2:56 |
| 3.  | 「BREAK FREE feat. KAMIKAZE BOY of MAN WITH A MISSION」        | Kane Churko, HYDE                                                 | K.A.Z                                                             | 3:36 |
| 4.  | 「DON'T HOLD BACK」                                            | Kane Churko, HYDE                                                 | HYDE                                                              | 3:24 |
| 5.  | 「BLEED FOR ME」                                               | Kane Churko, HYDE                                                 | K.A.Z                                                             | 4:23 |
| 6.  | 「IN THIS HELL」                                               | Kane Churko, HYDE                                                 | HYDE                                                              | 4:00 |
| 7.  | 「INSIDE OF ME feat. Chris Motionless of Motionless In White」 | HYDE, Howard Benson, Lenny Skolnik, Seann Bowe                    | HYDE                                                              | 3:28 |
| 8.  | 「RISE OR DIE feat. Richard Z.Kruspe of Emigrate / Rammstein」 | Richard Z. Kruspe, HYDE, Howard Benson, Lenny Skolnik, Seann Bowe | Richard Z. Kruspe, HYDE, Howard Benson, Lenny Skolnik, Seann Bowe | 3:21 |
| 9.  | 「SIN IN JUSTICE feat. APOCALYPTICA」                          | HYDE                                                              | K.A.Z                                                             | 4:53 |
| 10. | 「B.Y.O.B (BRING YOUR OWN BLOOD)」                             | Kane Churko, HYDE                                                 | K.A.Z                                                             | 3:19 |
| 11. | 「RISE UP」                                                    | Kane Churko, HYDE                                                 | HYDE                                                              | 3:15 |

## 初回限定盤付属Blu-ray／DVD

### 初回限定盤A、初回限定BOX盤付属Blu-ray
2016年9月17日にZepp Tokyoで開催されたライヴツアー「VAMPS LIVE 2016」の模様を収録
1. INSIDE OF ME
2. LIPS
3. COUNTDOWN
4. EVIL
5. VAMPIRE DEPRESSION
6. EUPHORIA
7. DEVIL SIDE
8. PIANO DUET
9. GHOST
10. RISE OR DIE
11. AHEAD
12. ANGEL TRIP
13. SIN IN JUSTICE
14. BLOODSUCKERS
15. MIDNIGHT CELEBRATION
16. THE JOLLY ROGER
17. MEMORIES
18. LOVE ADDICT
19. SEX BLOOD ROCK N' ROLL

### 初回限定盤B、初回限定BOX盤付属DVD
1. INSIDE OF ME feat. Chris Motionless of Motionless In White -Music Video-
Director：斎藤渉 (EPOCH)
Producer：小浜元 (P.I.C.S.)
Production Manager：鈴木麻雄 (P.I.C.S.)
2. CALLING -Music Video-
Director：Nick Peterson
Producer：Alee B. Eskander (Escape Velocity Content)
3. SIN IN JUSTICE -Lyric Video-
Director：Craig Gowans
4. RISE OR DIE feat. Richard Z.Kruspe of Emigrate / Rammstein -Lyric Video-
Director：Craig Gowans
5. CALLING -Making Video-
Editor：Sikdood
6. VAMPS LIVE 2016 Tour Documentary
Director：深津昌和
Producer：小浜元 (P.I.C.S.)
Production Manager：鈴木麻雄 (P.I.C.S.)

## クレジット
| UNDERWORLD - Producer：Kane Churko - Co-Producers：VAMPS, h1r0 - Vo：HYDE - Gt：K.A.Z - Ba：Kane Churko - Pre-Producer：WolfJunk, 村山晋一郎 - Programming：Kane Churko, K.A.Z - Engineering：Kane Churko CALLING - Producer：Kane Churko - Co-Producers：VAMPS, h1r0 - Vo：HYDE - Gt：K.A.Z - Ba：Kane Churko - Programming：Kane Churko, K.A.Z - Engineering：Kane Churko BREAK FREE feat. KAMIKAZE BOY of MAN WITH A MISSION - Producer：Kane Churko - Co-Producers：VAMPS, h1r0 - Vo：HYDE - Gt：K.A.Z - Ba：KAMIKAZE BOY of MAN WITH A MISSION - Programming：Kane Churko, K.A.Z - Gang Vo：Kane Churko, K.A.Z, h1r0, Akira Watanabe - Engineering：Kane Churko - by the courtesy of Sony Music Records DON'T HOLD BACK - Producer：Kane Churko - Co-Producers：VAMPS, h1r0 - Vo：HYDE - Gt：K.A.Z - Ba：Kane Churko - Pre-Producer：WolfJunk, 村山晋一郎 - Programming：Kane Churko, K.A.Z - Engineering：Kane Churko BLEED FOR ME - Producer：Kane Churko - Co-Producers：VAMPS, h1r0 - Vo：HYDE - Gt：K.A.Z - Ba：Kane Churko - Programming：Kane Churko, K.A.Z - Engineering：Kane Churko IN THIS HELL - Producer：Kane Churko - Co-Producers：VAMPS, h1r0 - Vo：HYDE - Gt：K.A.Z - Ba：Kane Churko - Programming：Kane Churko, K.A.Z - Engineering：Kane Churko INSIDE OF ME feat. Chris Motionless of Motionless In Whitee - Producer：Howard Benson - Co-Producers：VAMPS, h1r0 - Vo：HYDE, Chris Motionless of Motionless In White - Gt：K.A.Z, Phil X - Ba：ALI - Dr：Joe Rickard of In Flames - Gang Vo, Cho：Diamante, Sidnie Tipton, Meron Ryan, Lenny Skolnik, Seann Bowe - Programming：HYDE, Howard Benson, Lenny Skolnik, Seann Bowe, Johny Litten - Engineering：Hatsukazu "Hatch" Inagaki RISE OR DIE feat. Richard Z.Kruspe of Emigrate / Rammstein - Producer：Howard Benson - Co-Producers：VAMPS, h1r0 - Vo：HYDE - Gt：K.A.Z, Phil X - Ba：ALI - Dr：Joe Rickard of In Flames - Gang Vo, Cho：Diamante, Sidnie Tipton, Meron Ryan, Lenny Skolnik, Seann Bowe - Programming：Richard Z.Kruspe - Engineering：Hatsukazu "Hatch" Inagaki | SIN IN JUSTICE feat. APOCALYPTICA - Producer：VAMPS, APOCALYPTICA - Arrangement：VAMPS, APOCALYPTICA - Vo：HYDE - Gt：K.A.Z - Ba：K.A.Z - Vc：Eicca Toppinen - Vc：Paavo Lötjönen - Vc：Perttu Kivilaakso - Dr：Mikko Sirén - Programming：K.A.Z, Eicca Toppinen - Vocal Direction：中山千恵子 - Coordinator：Jun Umemoto B.Y.O.B (BRING YOUR OWN BLOOD) - Producer：Kane Churko - Co-Producers：VAMPS, h1r0 - Vo：HYDE - Gt：K.A.Z - Ba：Kane Churko - Programming：Kane Churko, K.A.Z - Gang Vo：Kane Churko, K.A.Z, h1r0, Akira Watanabe - Engineering：Kane Churko RISE UP - Producer：Kane Churko - Co-Producers：VAMPS, h1r0 - Vo：HYDE - Gt：K.A.Z - Ba：Kane Churko - Pre-Producer：村山晋一郎 - Programming：Kane Churko, K.A.Z - Gang Vo：Kane Churko, K.A.Z, h1r0, Akira Watanabe - Engineering：Kane Churko [Recording Engineers] - Recording Technician：Akira Watanabe [M1,2,3,4,5,6,10,11] - Recorded, Mixed and Mastered by Kane Churko - at The Hideout Recording Studio Las Vegas, NV [M7,8] - Recorded by Howard Benson - at West Valley Studios - Mixed by Chris Lord-Alge - Mastered by Mike Bozzi - at Bernie Grundman Mastering [M9] - Mixed by Josh Wilbur - Mastered by Kane Churko - at The Hideout Recording Studio Las Vegas, NV [Artwork etc] - Art Director：Rockin'Jelly Bean (RJB Art Graphics) - Art Designer：Arisa Momonoi (MONO) - Artwork Coordinator：Hitomi Miyamoto (Universal Music LLC) - Artist Management：Jun katano (VAMPROSE), Takaharu Kon (VAMPROSE), Ikuko Terada (VAMPROSE), 中山千恵子 (VAMPROSE), Masakazu Enya (VAMPROSE), Atsushi Saito (VAMPROSE) - Artist Assistants：J (VAMPROSE GLOBAL), Junko Kitagawa (VAMPROSE GLOBAL) - Executive Producer：福島清志 (VAMPROSE), Taku Nakamura (Virgin Music) - Special Thanks to：大石征裕（MAVERICK DC GROUP）, Kenji Mura (SMC ENTERTAINMENT), Yukihiro Hayashi (SMC ENTERTAINMENT), Atsuhi Matsuzaki (ZODIAC WORKKS), Takahiro Tamaya (Musette Japan), Masaya Hatano (IKEBE GAKKI), Satoshi Inoue (IKEBE GAKKI), Satoshi Inoue (MIYAJI GAKKI), 高見佳明, 荒木尚子 (Octbre.), Yukina Mitsuhashi, Akiko Yamakawa, Dustin Jack (Dustin Jack Photography), Bryson Roatch, Dean Markley, Zildjan, Gravity Picks, Fender USA, Roland |

## タイアップ
| 年     | 楽曲           | タイアップ                                                            |
| ------ | -------------- | --------------------------------------------------------------------- |
| 2019年 | UNDERWORLD     | PlayStation 4, Xbox One, Steam用ゲーム『CODE VEIN』オープニングテーマ |
| 2019年 | IN THIS HELL   | PlayStation 4, Xbox One, Steam用ゲーム『CODE VEIN』提供曲             |
| 2019年 | SIN IN JUSTICE | PlayStation 4, Xbox One, Steam用ゲーム『CODE VEIN』エンディングテーマ |